# Gothic
Gothic je drugi studijski album britanskog metal-sastava Paradise Lost. Diskografska kuća Peaceville Records objavila ga je 19. ožujka 1991. Album je ponovno objavljen 2003. s dvjema pjesama koje su remiksi pjesama iz albuma Lost Paradise i 2008. s bonus DVD-om.

## Popis pjesama
Tekstovi: Nick Holmes, glazba: Gregor Mackintosh.
| 1.    | »Gothic«                               | 4:51 |
| 2.    | »Dead Emotion«                         | 4:38 |
| 3.    | »Shattered«                            | 4:01 |
| 4.    | »Rapture«                              | 5:09 |
| 5.    | »Eternal«                              | 3:55 |
| 6.    | »Falling Forever«                      | 3:35 |
| 7.    | »Angel Tears« (instrumentalna skladba) | 2:40 |
| 8.    | »Silent«                               | 4:42 |
| 9.    | »The Painless«                         | 4:02 |
| 10.   | »Desolate« (instrumentalna skladba)    | 1:51 |
| 39:24 |                                        |      |

| Bonus pjesme na reizdanju iz 2003. | Bonus pjesme na reizdanju iz 2003. | Bonus pjesme na reizdanju iz 2003. | Bonus pjesme na reizdanju iz 2003. | Bonus pjesme na reizdanju iz 2003. | Bonus pjesme na reizdanju iz 2003. | Bonus pjesme na reizdanju iz 2003. | Bonus pjesme na reizdanju iz 2003. | Bonus pjesme na reizdanju iz 2003. | Bonus pjesme na reizdanju iz 2003. |
| Br.                                | Skladba                            | Trajanje                           |                                    |                                    |                                    |                                    |                                    |                                    |                                    |
| ---------------------------------- | ---------------------------------- | ---------------------------------- | ---------------------------------- | ---------------------------------- | ---------------------------------- | ---------------------------------- | ---------------------------------- | ---------------------------------- | ---------------------------------- |
| 11.                                | »Rotting Misery« (Doom Dub)        | 6:00                               |                                    |                                    |                                    |                                    |                                    |                                    |                                    |
| 12.                                | »Breeding Fear« (Demolituon Dub)   | 4:47                               |                                    |                                    |                                    |                                    |                                    |                                    |                                    |
| 50:11                              |                                    |                                    |                                    |                                    |                                    |                                    |                                    |                                    |                                    |

| 1.  | »Intro«           |  |
| 2.  | »Dead Emotion«    |  |
| 3.  | »Gothic«          |  |
| 4.  | »Paradise Lost«   |  |
| 5.  | »Breeding Fear«   |  |
| 6.  | »Eternal«         |  |
| 7.  | »Shattered«       |  |
| 8.  | »Frozen Illusion« |  |
| 9.  | »Angel Tears«     |  |
| 10. | »Silent«          |  |
| 11. | »The Painless«    |  |

## Zasluge
| Paradise Lost - Nick Holmes – vokal, koncept naslovnici - Gregor Mackintosh – solo-gitara, koncept naslovnici - Aaron Aedy – ritam gitara - Stephen Edmondson – bas-gitara - Matthew Archer – bubnjevi | Dodatni glazbenici - The Raptured Symphony Orchestra – orkestar - Sarah Marrion – vokal Ostalo osoblje - Porl Medlock – fotografije - Keith Appleton – inženjer zvuka, klavijature - Richard Moran – naslovnica albuma, fotografije |